# アンナ・ゴミズ
アンナ・ゴミズ (Anna Gomis、1973年10月6日-)は、フランスの女子レスリング選手。2004年アテネオリンピックレスリング55kg級の銅メダリストである。

## 実績
- オリンピック
  - 2004年アテネオリンピック　銅メダル
- 世界選手権
  - 優勝　1993、1996、1997、1999年
  - 2位　1994、1998年
  - 3位　1995年
- ヨーロッパ選手権
  - 優勝　1996、1997、1998、1999年
  - 2位　2005年
  - 3位　1993、2000、2006年